# Kim Petras
Pour les articles homonymes, voir Petras.
Kim Petras (prononcé en allemand : [ˈpeːtʁas], en anglais : [ˈpɛtɹəs]), née le 27 août 1992 à Bonn, en Rhénanie-du-Nord-Westphalie, est une autrice-compositrice-interprète allemande.
Adolescente, Petras se lance dans l'enregistrement d'un projet, l'EP One Piece of Tape (2011). Cinq ans plus tard, elle fonde sa propre marque de distribution en tant qu'artiste indépendante, BunHead Records. Dès lors, elle se met à commercialiser une ribambelle de pièces musicales, telles que I Don't Want It at All, Heart to Break et All the Time, qui lui permettent de cultiver un succès relativement progressif années après année.
Par la suite, elle publie son deuxième EP, Turn Off the Light (2018), premier volume de la série éponyme regroupant un ensemble de chansons ayant pour thème la fête d'Halloween, ainsi que sa première mixtape, intitulée Clarity (2019). Le second volume de Turn Off the Light sort quelques mois plus tard, en même temps qu'une édition spéciale compilant le volet paru un an plus tôt. En 2022 elle élargit son public avec sa participation à la chanson Unholy de Sam Smith, qui devient l'un des tubes de l'année en devenant notamment numéro 1 aux États-Unis et atteignant le top 5 en France, et permet aux deux artistes d'obtenir un Grammy dans la catégorie « meilleure prestation vocale pop d'un duo ou groupe » à la 65e cérémonie des Grammy Awards en 2023.

## Vie privée
Kim Petras est née le 27 août 1992. Ses parents Lutz et Konni indiquent que dès l'âge de deux ans l'enfant, de sexe masculin à la naissance, commence à affirmer être une fille. Pour eux il semble évident qu'il ne s'agit pas d'« une phase » et ils essaient donc de soutenir leur enfant en lui faisant porter des vêtements neutres en public. Ils sont aidés par le docteur Bernd Meyenburg à l'université de Francfort, directeur d'une clinique pour enfants s'intéressant à la transidentité depuis les années 1970.

## Vie publique
En 2006, alors âgée de treize ans, Kim Petras fait sa première apparition médiatique à la télévision dans une émission allemande sur la chaîne Stern TV. Elle y décrit sa transition et le traitement médical qu'elle reçoit à l'Endokrinologikum (le centre endocrinologique) du Dr Achim Wüsthof à Hambourg. Elle effectue ensuite une vaginoplastie en 2008, à l'âge de 16 ans, et devient la plus jeune personne à effectuer une telle opération de transition.
En 2018, elle explique dans une interview qu'elle a décidé de participer aux reportages sur sa transition pour aider les personnes se trouvant dans la même situation, mais elle indique également « je ne veux pas construire ma carrière de chanteuse par rapport à cela : le fait que je sois une femme opérée n'est pas une information principale sur moi, contrairement au fait que j'aie du talent pour écrire des chansons ».

## Carrière musicale
En 2007, Petras commence à diffuser quelques vidéos sur Internet, qui sont remarquées par le producteur allemand Fabian Görg. Il la signe par la suite. En 2008, elle sort deux de ses compositions, cette fois produites par Görg. La première, Last Forever, sort en ligne uniquement. Puis suit son premier CD simple, Fade Away, sur le marché allemand. Le 17 avril 2009, la piste promotionnelle, Last Forever, est diffusée en Allemagne sur iTunes. Petras continue à poster des covers (reprises) de chansons sur sa chaîne Youtube jusqu'en 2012, puis elle annonce vouloir attendre de s'être trouvée musicalement avant de faire son retour sur la scène musicale. Elle partage néanmoins sur la plateforme Soundcloud en 2014 une nouvelle chanson, appelée STFU. Quelques mois après, elle supprime la plupart des vidéos de sa chaîne Youtube.
Après plusieurs années loin des médias, elle fait son retour en 2017, visant désormais une carrière internationale.
Elle fait partie depuis octobre 2017 des artistes choisis par Spotify pour leur projet RISE, visant à aider à faire découvrir de nouveaux artistes prometteurs du monde entier via leur plateforme. Depuis, Kim Petras sort les singles Hills, Hillside Boys ou encore Faded, qui accumulent un million d'écoutes en streaming sur Spotify. Fin 2017, Petras apparaît dans la compilation de Charli XCX appelée Pop 2, aux côtés de Jay Park sur la chanson Unlock It.
La chanteuse dévoile le clip de la chanson Heart To Break sur sa chaîne YouTube officielle le 26 avril 2018. En octobre de la même année, elle dévoile son EP de huit morceaux spécial Halloween Turn Off the Light, Vol. 1 (en), puis elle participe à la tournée Bloom Tour (en) de Troye Sivan. En février 2019, elle sort trois nouvelles chansons avec SOPHIE et lil aaron, intitulées 1,2,3 dayz up, If U Think About Me... et Homework. Le même mois, elle est invitée à se produire sur scène lors d'un concert à Brisbane avec Rita Ora dans le cadre de la tournée australienne de cette dernière.
Elle est listée parmi les 20 personnalités LGBTI les plus influentes du monde en 2019 par Vanity Fair et entre dans la liste des « 30 Under 30 Europe » par Forbes. Elle apparaît également dans le clip de Wiser par Jesse Saint John aux côtés, entre autres, de Laganja Estranja, Leland et Bronze Avery.
En 2019, elle participe à la bande originale du film Charlie's Angels, troisième volet de la franchise du même nom. Intitulée How It's Done, la chanson est co-écrite par la chanteuse Ariana Grande, qui produit également l'album, et interprétée avec les artistes Kash Doll, Alma et Stefflon Don. La même année paraît son album Clarity. En 2020 paraît le single Malibu. En 2021 elle performe aux VMAS sur MTV, devenant la première chanteuse ouvertement trans à chanter dans cette cérémonie. La même année sortent les singles Future Starts Now et Coconuts (en).
En février 2022 paraît son quatrième EP, Slut Pop.
En 2023 elle « entre dans l'histoire » à l'occasion de la 65e cérémonie des Grammy Awards (Los Angeles) dans la catégorie de la meilleure prestation vocale pop d'un duo ou groupe pour son titre Unholy en featuring avec Sam Smith (« premier artiste ouvertement non-binaire à avoir gagné un Grammy »). Elle en profite pour remercier « les incroyables légendes transgenres » l'ayant précédée, telle SOPHIE, productrice de musique électronique et interprète britannique décédée en 2021, ainsi que Madonna, pour « sa lutte pour les droits LGBTQIA+ ». Elle sort également son nouvel album Feed the Beast le 23 juin 2023. Plus tard dans l'année, elle sort en duo avec le DJ français David Guetta le single When We Were Young ainsi qu'un album surprise, en octobre, Problématique.
En 2024, deux ans après la sortie de Slut Pop, elle sort Slut Pop Miami le 14 février. Le 6 septembre, elle sort en duo avec The Chainsmokers le single Don't Lie.
Dès avril 2025, elle commence à promouvoir sur Tumblr, Twitter et Instagram son prochain album censé paraître en été 2025. Le single principal de son album, Polo, sortira le 27 juin.

## Polémique
En 2018, elle est au cœur d'une polémique lorsqu'elle prend la défense de son producteur Dr. Luke, qui est accusé d'agression sexuelle par la chanteuse Kesha en 2016, considérant que ses relations avec lui se passent « bien ». Une pétition circule alors pour qu'elle ne fasse plus la première partie de la tournée de Troye Sivan, sans succès,.

## Discographie

### Albums
- 2023 : Feed The Beast (en)
- 2025 : TBA

### E.P.
- 2011 : One Piece of Tape
- 2018 : Spotify Singles
- 2018 : Turn Off the Light, Vol. 1 (en)
- 2022 : Slut Pop

### Mixtapes
- 2019 : Clarity (en)
- 2019 : Turn Off the Light (en)
- 2023 : Problématique (en)
- 2024 : Slut Pop Miami (en)

### Singles
- 2017 : I Don't Want It at All
- 2017 : Hillside Boys
- 2017 : Hills ft. Baby E
- 2017 : Slow It Down
- 2017 : Faded feat. Lil Aaron
- 2018 : Heart to Break
- 2018 : Can't Do Better
- 2018 : All the Time
- 2018 : Feeling of Falling feat. Cheat Codes
- 2019 : If u think about me...
- 2019 : Homework feat. Lil aaron
- 2019 : 1,2,3 dayz up feat. SOPHIE
- 2019 : Icy
- 2019 : How It's Done avec Kash Doll (en), Alma et Stefflon Don (pour le film Charlie's Angels)
- 2019 : Got My Number
- 2020 : Reminds Me
- 2020 : Malibu
- 2020 : Villain ft. Madison Beer (pour le jeu vidéo League of Legends)
- 2020 : Future Starts Now
- 2021 : Coconuts
- 2022 : Horsey avec Alex Chapman
- 2022 : Running Up That Hill (cover de la chanson de Kate Bush)
- 2022 : Unholy avec Sam Smith
- 2022 : If Jesus Was A Rockstar
- 2023 : Made You Look en featuring avec Meghan Trainor
- 2023 : brrr
- 2023 : Alone feat. Nicki Minaj
- 2023 : Eintausend Teile
- 2023 : When We Were Young (avec David Guetta)
- 2024 : Don't Lie (avec The Chainsmokers)
- 2025 : Polo

### Collaborations
- 2023 : Drums (James Hype feat. Kim Petras)
- 2023 : Flashy (City Girls feat. Kim Petras)
- 2024 : Reason Why (SOPHIE feat. Kim Petras & BC Kingdom)
- 2024 : GORGEOUS (Katy Perry feat. Kim Petras)